# Opoul-Périllos
Opoul-Périllos is een gemeente in het Franse departement Pyrénées-Orientales (regio Occitanie). De plaats maakt deel uit van het arrondissement Perpignan. Opoul-Périllos telde op 1 januari 2022 1.218 inwoners.

## Geografie
De oppervlakte van Opoul-Périllos bedroeg op 1 januari 2022 50,53 vierkante kilometer; de bevolkingsdichtheid was toen 24,1 inwoners per km².

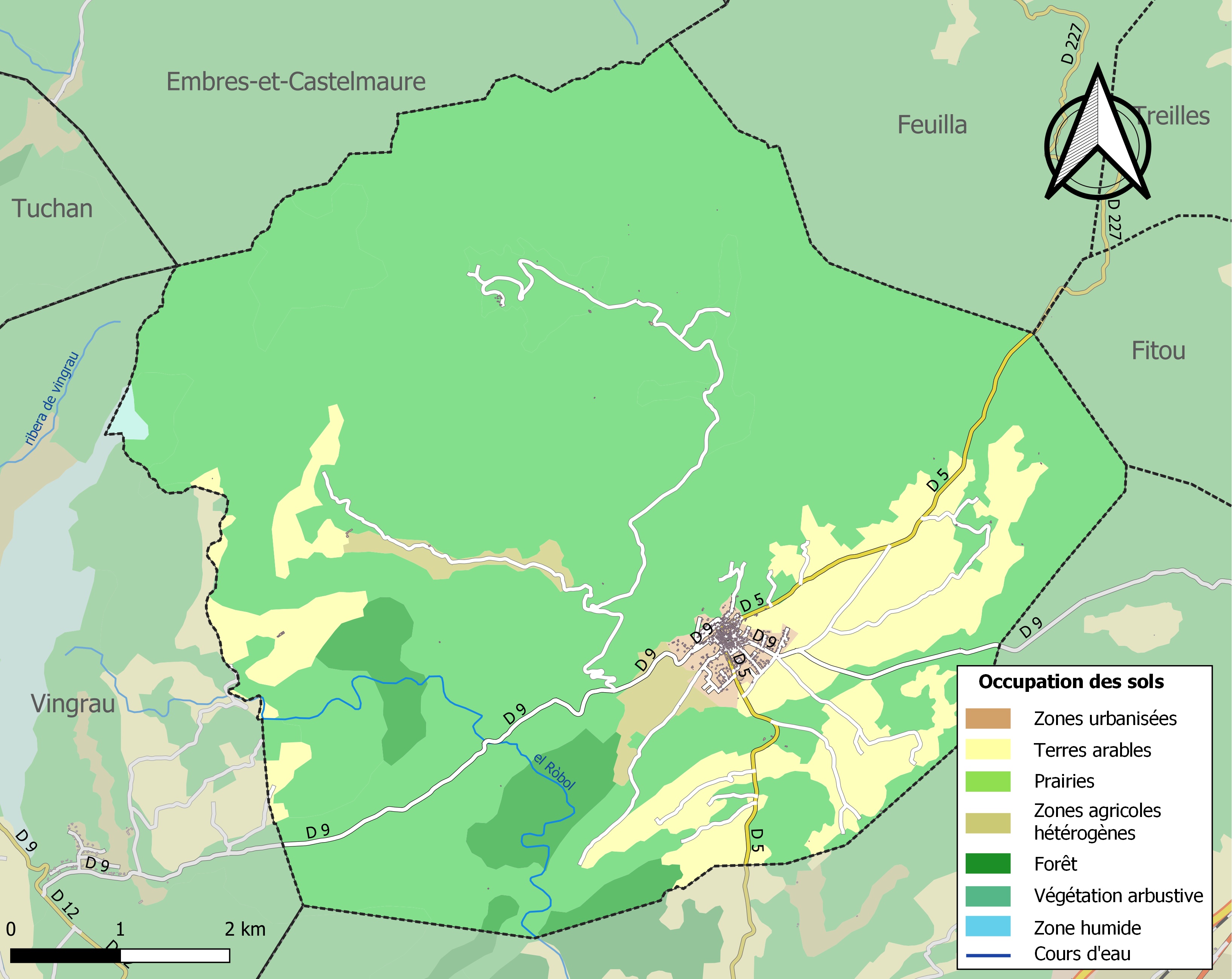
Kaart van de gemeente met de belangrijkste infrastructuur, bodemgebruik en omliggende gemeenten

## Demografie
Onderstaande figuur toont het verloop van het inwonertal (bron: INSEE-tellingen).